# I Oficerski Baon Szkolny
I Oficerski Baon Szkolny – oddział piechoty Polskich Sił Zbrojnych na Zachodzie.

## Historia baonu
Na podstawie rozkazu dowódcy I Korpusu L.dz. 26900/tjn. 3 Brygada Kadrowa Strzelców z dniem 20 grudnia 1941 roku została przemianowana na I Oficerski Baon Szkolny, który wszedł w skład Brygady Szkolnej. W tym samym miesiącu baon liczył 434 oficerów, 39 podoficerów i 62 szeregowców.
10 kwietnia 1942 roku dowódca Brygady Szkolnej przydzielił do I Oficerskiego Baonu Szkolnego pod względem gospodarczym:
- Szkołę Podchorążych Artylerii (przejściowo, z dniem 14 kwietnia),
- Sekcję Studiów Ogólnych Brygady Szkolnej i Szkołę Gazową (z dniem 19 kwietnia),
- Oficerską Kompanię Zaporową Saperów (z dniem 24 kwietnia)[3].

## Organizacja
Organizacja I Oficerskiego Baonu Szkolnego
- dowództwo baonu
  - poczet dowódcy baonu
  - drużyna sanitarna[a]
- patrol regulacji ruchu
- kapelan
- zgrupowanie oficerów sztabowych[4]
- kompania dowodzenia
  - poczet dowódcy kompanii
  - pluton łączności
  - pluton broni ciężkiej i przeciwlotniczej[b]
  - pluton rozpoznawczy (b. 3 Oddział Kadrowy Rozpoznawczy)
  - pluton pionierów i przeciwgazowy[c]
  - pluton gospodarczy
- 1 kompania strzelecka (b. 7 Batalion Kadrowy Strzelców[5])
- 2 kompania strzelecka (b. 8 Batalion Kadrowy Strzelców)
- 2 kompania strzelecka (b. 8 Batalion Kadrowy Strzelców)

## Obsada personalna
Dowództwo
- dowódca baonu – płk dypl. piech. Witold Wartha
- zastępca dowódcy baonu – płk piech. Józef Kobyłecki
- oficer taktyczny – ppłk dypl. Gustaw Łowczowski
- naczelny lekarz – mjr lek. rez. Leon Michnowski (od 5 III 1942[6])
- komendant zgrupowania oficerów sztabowych – płk dypl. piech. Zygmunt Grabowski (od 1 V 1942[7])
- oficer oświatowy – mjr geogr. Władysław Benoit[8]

kompania dowodzenia
- dowódca kompanii – ppłk piech. Józef Mordarski[9]
- zastępca dowódcy kompanii – mjr kaw. Zenon Jan Słowiński[d]
- dowódca plutonu łączności – kpt. łączn. Franciszek Czarnecki (od 23 II 1942[11])
- dowódca plutonu gospodarczego – mjr Zygmunt Marszałek[12]
- zastępca dowódcy plutonu gospodarczego – kpt. piech. Aleksander Pstrocki (od 19 II 1942[13])

1 kompania strzelecka
- dowódca kompanii – ppłk piech. Stanisław III Stankiewicz

2 kompania strzelecka
- dowódca kompanii – ppłk piech. Franciszek Targowski (20 XII 1941 – 8 I 1942[14])
- dowódca kompanii – ppłk dypl. piech. Wacław Kobyliński (29 I[15] – 11 II 1942 → Dowództwo Brygady Szkolnej[16])
- dowódca kompanii – ppłk piech. Zygmunt Gromadzki (od 5 V 1942[17])

3 kompania strzelecka
- dowódca kompanii – ppłk dypl. piech. Alojzy Mazurkiewicz

Oficerowie na stanowiskach poza baonem
- oficer placu Dunfermline – płk kaw. Stefan Chomicz (od 1 V 1942[4])
- oficer placu Kirkcaldy – płk kaw. Edmund Heldut-Tarnasiewicz (od 1 V 1942[4])
- oficer placu Auchtermuchty – mjr tab. Stanisław Rzewiński (od 1 V 1942[4])
- oficer placu Cowdenbeath – mjr piech. Stanisław Adolf Fruziński (1 V 1942[18])
- oficer placu Kinghorn–Burntisland – mjr kaw. Marian Staniszewski (od 1 V 1942[4])
- oficer placu Kinross – mjr kaw. Tadeusz Bernard Mikołajczyk[e] (od 1 V 1942[7])
- komendant Chóru WP – mjr tab. Ludwik Skibiński-Orliński
- kierownik Filii Magazynu w Lochgelly Centrali Zaopatrzenia Materiałowego – mjr piech. Feliks Ankerstein (od 19 V 1942[20])
- mjr piech. Stanisław Gustowski